# Ole Henrik Magga

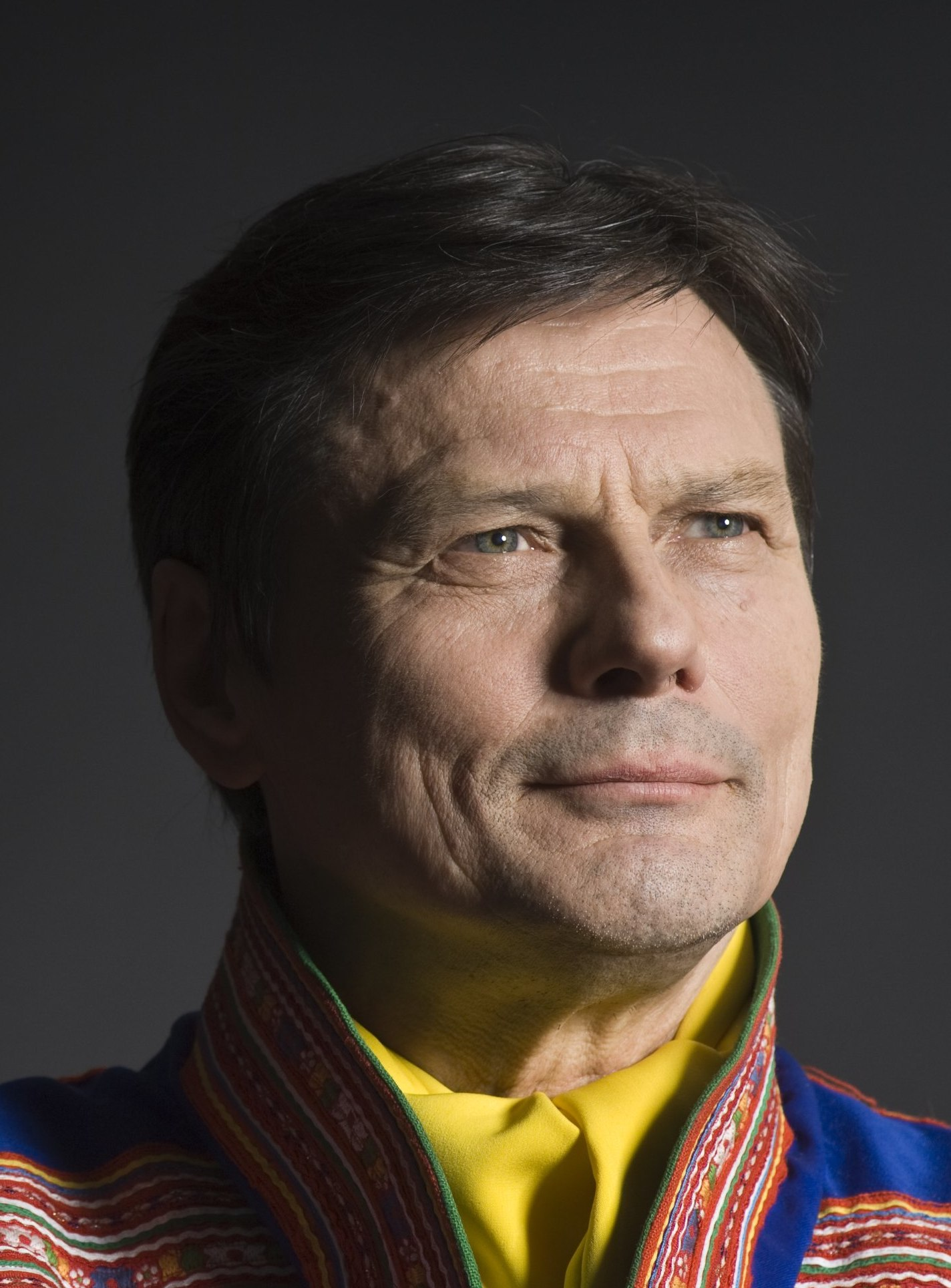
Ole Henrik Magga, 2009

Ole Henrik Magga (* 12. August 1947 in Kautokeino) ist ein norwegisch-samischer Sprachwissenschaftler und Politiker.

## Sprachwissenschaft
Ole Henrik Magga ist als Linguist vor allem als Syntaktiker bekannt. In seiner Masterarbeit an der Universität Oslo Lokative læt-setninger i samisk (‚Lokative „zu sein“-Sätze im Samischen‘) beschäftigt er sich mit einem klassischen Thema der syntaktischen Theorie, der Struktur existenzieller Sätze und habitativer Sätze, die in den uralischen Sprachen eine sehr ähnliche Struktur aufweisen. Seine Dissertation von 1986 befasst sich mit der Struktur der samischen Verbalphrase, insbesondere der Wechselwirkung zwischen Modalverben und Infinitiven. Er hat auch eine südsamische Grammatik mit seiner Frau Lajla Mattsson Magga veröffentlicht.
Magga wurde 1987 Professor für Finno-Ugrische Sprachen an der Universität Oslo als ein Nachfolger von Knut Bergsland. Er gab diese Stelle aber auf, um an der Samischen Hochschule in Kautokeino zu arbeiten, wo er 1990 Hochschuldozent und 1997 Professor wurde. Magga trat 1993 der Norwegischen Akademie der Wissenschaften bei.

## Politik
Magga war von 1980 bis 1985 Vorsitzender des Norwegischen Nationalverbands der Sami und von 1989 bis 1997 der erste Präsident des Parlaments der Sami in Norwegen. Von 1992 bis 1995 war Magga Mitglied des World Council of Indigenous Peoples (WCIP). Im Jahr 2002 wurde Magga der erste Vorsitzende des Ständigen Forums für indigene Angelegenheiten der Vereinten Nationen.

## Auszeichnungen
Im Jahr 2006 wurde Magga Kommandeur des Königlich Norwegischen Ordens von St. Olav für seine „Bemühungen für die Sache der Samen und der indigenen Völker“. Im selben Jahr erhielt er den Menschenrechtspreis der Universität von Oslo. 2008 wurde er zum Ehrendoktor an der Universität von Tromsø ernannt. Bei ihrer Gründung im Jahr 2008 wurde er zum Mitglied der Finnmark-Kommission ernannt.

## Bibliografie
- Lokative læt-setninger i samisk. Dieđut 1978.
- Modalverb og infinitiv innen verbalet : prosjektrapport. Dieđut 1982.
- Infinitives within the VP in Northern Sami: The accusative with infinitive. i: Riepmočála (1984)
- Studier i samisk infinitivsyntaks. Doktoravhandling, Universitetet i Oslo. 1986.